# Christopher Pütz
Christopher „Chris“ Pütz (* 28. Dezember 1996) ist ein deutscher Pokerspieler. Er gewann im Februar 2020 das Main Event der World Poker Tour.

## Persönliches
Pütz stammt aus Ayl. Er spielte unter dem Nickname AiCPU professionell das Echtzeit-Strategiespiel StarCraft II.

## Pokerkarriere
Pütz war im Juni 2019 erstmals bei der World Series of Poker im Rio All-Suite Hotel and Casino am Las Vegas Strip erfolgreich und kam bei drei Turnieren der Variante No Limit Hold’em in die Geldränge. Im Februar 2020 gewann er das von partypoker Live veranstaltete Main Event der World Poker Tour im King’s Resort in Rozvadov. Dafür setzte er sich gegen 509 andere Spieler durch und sicherte sich eine Siegprämie von 270.000 Euro.
Insgesamt hat sich Pütz mit Poker bei Live-Turnieren mindestens 750.000 US-Dollar erspielt. Auf der Onlinepoker-Plattform GGPoker begann er unter dem Nickname RambaZamba und nutzt mittlerweile seinen echten Namen. Bei der aufgrund der COVID-19-Pandemie dort ausgespielten World Series of Poker Online belegte er im August 2020 bei einem Event den mit knapp 300.000 US-Dollar dotierten zweiten Platz. Im August 2022 wurde er bei der Turnierserie Dritter der 6-Handed NLH Championship und erhielt über 200.000 US-Dollar.